# Governo federale del Belgio

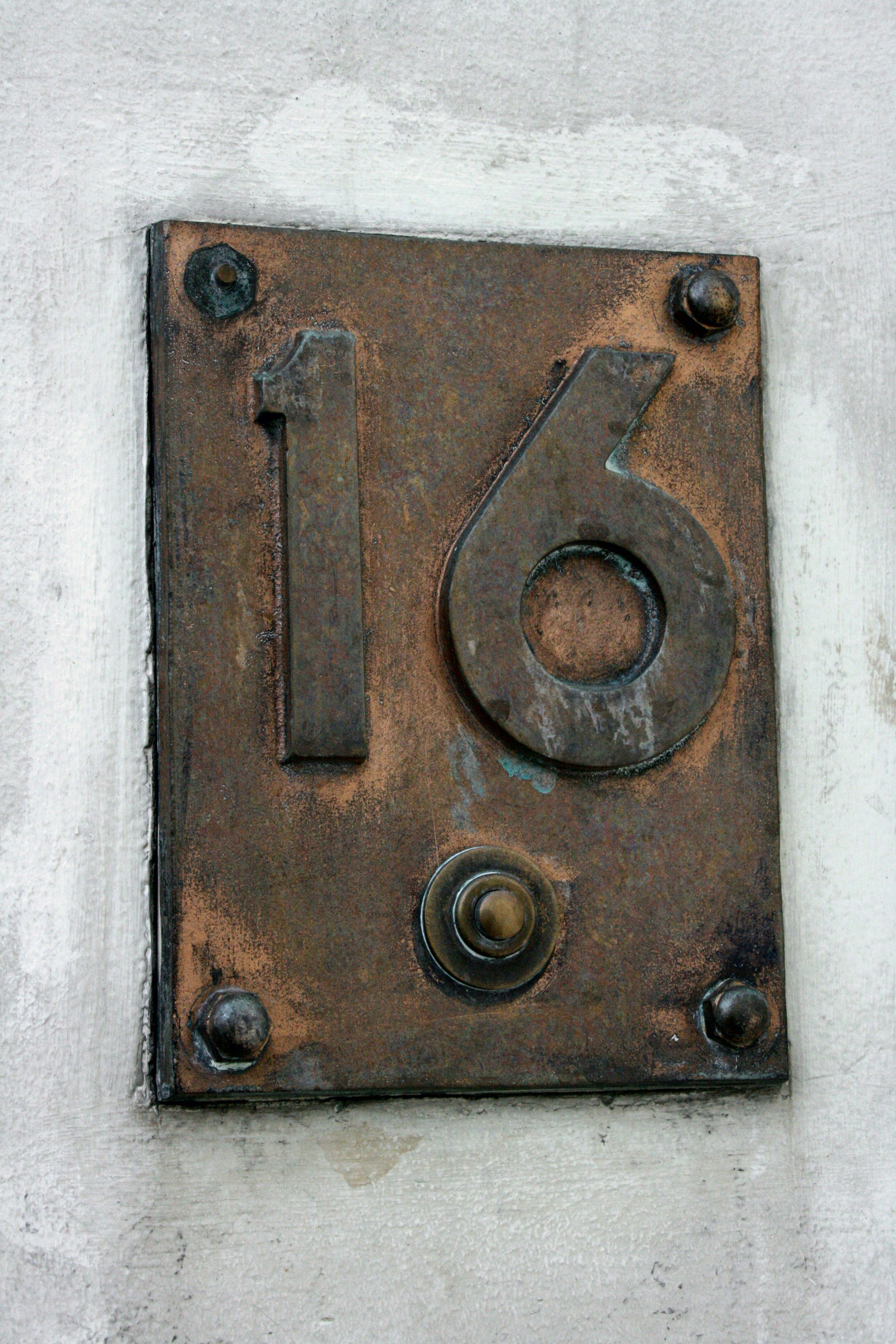
"16 Wetstraat/Rue de la Loi", sede del Governo federale

Logo del portale belga belgium.be

Il Governo federale del Belgio (in olandese: Belgische federale regering, in francese: Gouvernement fédéral de Belgique, in tedesco: Belgische Föderalregierung) è composto da un massimo di 15 ministri, oltre ai segretari di stato, che costituiscono il governo federale, di solito provenienti da una coalizione di partiti diversi. Il potere esecutivo in Belgio è esercitato dal re e dal governo.

## Formazione del governo
Il re nomina e licenzia i ministri. Prima di procedere, vengono consultati innanzitutto: i presidenti di ogni camera del parlamento, i presidenti dei partiti, i sindacati, eventualmente i ministri di Stato. Nomina quindi un informatore, responsabile della redazione di una relazione basata sulle consultazioni e poi un formateur responsabile della finalizzazione della composizione e del programma del futuro governo. Il Primo Ministro è nominato non appena il formateur può raggiungere un accordo (solitamente nominato Primo Ministro). Altri ministri e segretari di Stato sono nominati su proposta del formateur. Infine, la Camera dei rappresentanti è responsabile di un voto di fiducia.

## Composizione del governo
Il governo federale è composto da 15 ministri che compongono il Consiglio dei ministri, divisi ed equamente ripartiti: sette francofoni sette neerlandofoni, più eventualmente il Primo Ministro, è considerato linguisticamente asessuato. I segretari di Stato possono essere collegati ai ministri senza criteri di parità linguistica. Fanno parte del governo ma sono esclusi dal Consiglio dei ministri.
I ministri e i segretari di Stato sono responsabili solo di fronte alla Camera dei rappresentanti. Dal 1995, un ministro non può essere allo stesso tempo parlamentare, mentre il governo è un governo di legislatura: non può essere costretto a dimettersi a meno che la Camera abbia approvato una mozione di sfiducia costruttiva e ciò significa una maggioranza di riserva.

## Insiemi ministeriali
I ministri si riuniscono come segue:
- il Consiglio dei Ministri: responsabile della progettazione della politica di governo; prende le decisioni importanti e approva i progetti e i decreti che devono essere deliberati all'interno di essa per legge.
- il Consiglio direttivo: include i segretari di Stato: si riunisce solo per le decisioni più importanti.
- i Comitati ministeriali: formati per preparare le decisioni da adottare dal Consiglio dei ministri o dal Consiglio direttivo.
- il Consiglio della Corona: composto dal governo e dai ministri di stato: si incontra sotto la presidenza del re solo per gravi crisi.
- il Consiglio ristretto dei ministri (o Kern): composto del Presidente del Consiglio, il Primo Vice Ministro (e, eventualmente, il Ministro o il Segretario di Stato in relazione all'ordine del giorno) per prendere le decisioni più importanti.
- i ministri riuniti in consiglio: esercitano le prerogative reali quando il re muore o non è in grado di governare

## Le funzioni del governo
- Legislative: i ministri sviluppano e adottano il disegno di legge.
- Budgetarie: redige il bilancio statale (presentato alla Camera dei rappresentanti per l'approvazione).
- Esecuzione delle leggi: egli è responsabile dell'esecuzione delle leggi in vigore.
- Internazionale: dirige le relazioni internazionali (tra le altre le conclusioni e la ratifica dei trattati).
- Potere di nomina: il re nomina i funzionari, i magistrati, i governatori e i borgomastri.

L'attuale governo belga è guidato da Bart De Wever, dal 3 febbraio 2025.